# Застава Самое
Застава Самое је усвојена 24. фебруар 1949. године. 
Застава Самое се састоји од црвеног поља са плавим квадратом у горњем левом углу. У плавом квадрату се налази сазвежђе Јужног крста: четири велике беле звезде и једна мања звезда.

## Историјске заставе
- Застава Немачке Самое 1900. - 1914.
- Застава Немачке Самое (није кориштена).
- Застава Самое кориштена од 1914 до 1922.
- Застава западне Самое, кориштена од 1922 до 1962.
- Застава западне Самое, кориштена од 1948 до 1949.